# محمدحسین غضنفری
محمدحسین غضنفری سیاست‌مدار ایرانی بود، که در دوره بیست و چهارم مجلس شورای ملی بعنوان نماینده خرم‌آباد از استان لرستان در مجلس شورای ملی حضور داشت.